# Holger Nielsen
Pour les articles homonymes, voir Nielsen.
Ne doit pas être confondu avec Holger K. Nielsen.
Holger Louis Nielsen, né le 18 décembre 1866 et mort le 26 janvier 1955, est un escrimeur danois, également tireur et athlète, vice-champion olympique lors des Jeux olympiques de 1896 à Athènes.

## Biographie
Le sport de prédilection de Nielsen était l'escrime, où il concourait au sabre. À Athènes, Nielsen prend la troisième place de l’épreuve de sabre. Dans ce tournoi entre les cinq participants, chacun tirant contre les quatre autres, Nielsen bat Adolf Schmal et Georgios Iatridis mais s'incline contre Tilémachos Karákalos et Ioannis Georgiadis. Ce score de 2-2 lui confère la médaille de bronze.
Au tir, Nielsen abandonne après le premier jour lors de la compétition avec la carabine d'ordonnance à 200 m. Il avait tiré 20 coups sur les 40, son score était inconnu. Nielsen se plaçait cinquième de l'épreuve du pistolet d'ordonnance à 25 m, remportait le bronze du pistolet feu rapide à 25 m en étant l'un des trois tireurs à terminer cette compétition. Son meilleur résultat à ces Jeux fut récompensée par une surprenante médaille d'argent au pistolet à 30 m. Son score de 285 points, loin derrière les 442 points de Sumner Paine suffisait pour battre les trois autres tireurs. Les scores de ses cinq séries de six coups étaient respectivement 12, 85, 62 24 et 100.
Nielsen a également participé au lancer du disque. Ses résultats ne sont pas clairs et il s'est placé entre la cinquième et la neuvième (et dernière) place.
Nielsen aurait inventé les premières règles du handball en 1898 et a également développé une forme de réanimation cardio-pulmonaire en 1932.

## Palmarès

### Jeux olympiques d'été
- Jeux olympiques de 1896 à Athènes ( Grèce) 
  - Escrime
    -  Médaille de bronze au sabre

  - Tir
    - A abandonné à la carabine d'ordonnance à 200 m
    - 5e au pistolet d'ordonnance à 25 m
    -  Médaille de bronze au pistolet feu rapide à 25 m
    -  Médaille d'argent au pistolet à 30 m

  - Athlétisme
    - 5-9e au lancer du disque

## Sources
- (en) Cet article est partiellement ou en totalité issu de l’article de Wikipédia en anglais intitulé « Holger Nielsen » (voir la liste des auteurs).